# Farpoint (videojuego)
Farpoint es un videojuego de disparos en primera persona de realidad virtual desarrollado por Impulse Gear y publicado por Sony Interactive Entertainment. Fue lanzado en PlayStation 4 el 16 de mayo de 2017 y recibió críticas en su mayoría positivas.

## Gameplay
Farpoint es una aventura espacial de realidad virtual ambientada en un planeta alienígena hostil. Se puede jugar con PS VR Aim Controller. También cuenta con juego cooperativo en línea e incluye una campaña para un jugador.

## Desarrollo
Farpoint se anunció en el E3 2016. Fue desarrollado por el desarrollador Impulse Gear, con sede en San Francisco. El 27 de junio se lanzó una expansión descargable llamada Cryo Pack, que incluía nuevos mapas y niveles. El 5 de diciembre se lanzó un segundo paquete de contenido descargable llamado Versus Expansion Pack, que incluía dos nuevos modos PvP, tres nuevos aspectos de jugador y 15 nuevas armas, además de un sistema de XP progresivo.

## Recepción
Farpoint recibió críticas generalmente positivas y tiene una puntuación del 71% en Metacritic.
IGN le otorgó una puntuación de 7,5 sobre 10, diciendo "El fantástico juego de armas y la libertad de movimiento distinguen a Farpoint de PSVR de la mayoría de las galerías de disparos de realidad virtual". GameSpot le otorgó un 7 sobre 10, diciendo: "A pesar de cambiar de rumbo de maneras sorprendentes y extender la vida de sus armas al mezclar niveles, Farpoint es más una prueba de concepto que un juego diseñado para ir más allá en sus propios términos". Game Informer también le otorgó un 7 sobre 10, diciendo que "Farpoint puede no mover la aguja como tirador, pero es una experiencia de realidad virtual sólida". De manera similar, Destructoid le otorgó 7 de cada 10, y dijo que "el mayor problema es que todos estos avances técnicos no están respaldados por un entorno que le haga justicia".
Farpoint vendió 17.100 copias en su primera semana a la venta en Japón. Debutó en el número dos en las listas de ventas del Reino Unido y fue el juego requerido de realidad virtual con mayor puntuación en el Reino Unido.

### Reconocimientos
El juego ganó el premio PlayStation VR en los PlayStation Awards 2017 y el premio PlayStation VR Game of the Year en los Road to VR's Game of the Year Awards 2017. También fue nominado a la "Mejor experiencia de PS VR" en los premios Juego del año de PlayStation Blog.
| Año  | Premio                                                                  | Categoría                                            | Resultado | Árbitro       |
| ---- | ----------------------------------------------------------------------- | ---------------------------------------------------- | --------- | ------------- |
| 2017 | Asociación de desarrolladores de juegos independientes (TIGA)           | Juego de acción y aventuras                          | Nominado  | [ 10 ]        |
| 2017 | Premios Golden Joystick                                                 | Mejor juego de realidad virtual                      | Nominado  | [ 11 ]        |
| 2017 | Premios Hollywood Music in Media                                        | Partitura original - Videojuego                      | Ganador   |               |
| 2017 | Premios The Game 2017                                                   | Mejor juego de realidad virtual / realidad aumentada | Nominado  | [ 12 ]        |
| 2018 | Premios de la Academia Nacional de Revisores Comerciales de Videojuegos | Diseño de control, VR                                | Nominado  | [ 13 ] [ 14 ] |
| 2018 | Premios de la Academia Nacional de Revisores Comerciales de Videojuegos | Dirección en realidad virtual                        | Nominado  | [ 13 ] [ 14 ] |
| 2018 | Premios de la Academia Nacional de Revisores Comerciales de Videojuegos | Juego, Acción original                               | Nominado  | [ 13 ] [ 14 ] |
| 2018 | Premios de la Academia Nacional de Revisores Comerciales de Videojuegos | Innovación en tecnología de juegos                   | Nominado  | [ 13 ] [ 14 ] |
| 2018 | Premios de elección de desarrolladores de juegos                        | Mejor juego de realidad virtual / realidad aumentada | Nominado  | [ 15 ]        |
| 2018 | Premios Webby 2018                                                      | Mejor música / diseño de sonido                      | Ganador   |               |